# M/S Haugefisk
M/S Haugefisk är ett norskt fiskefartyg för långlinefiske, som byggdes 1978 på H & E Nordtveit Skipsbyggeri A/S och levererades som Haugefisk till Arne Hauge, Bremanger i Måløy. Det såldes vidare 1987, 1994, 1997 och 2000 till andra fiskare i Måløy. År 2005 köptes hon av Kystmuseet i Sogn og Fjordane, där hon sedan dess varit museifartyg.